# James Grayman
James Theophilus Grayman (né le 11 octobre 1985) est un athlète d'Antigua-et-Barbuda, spécialiste du saut en hauteur.

## Biographie
Son record personnel est de 2,27 m (record national) obtenu en gagnant le concours au meeting de Pergine Valsugana le 7 juillet 2007.

## Palmarès
| Date | Compétition                                 | Lieu           | Résultat | Marque |
| ---- | ------------------------------------------- | -------------- | -------- | ------ |
| 2007 | Jeux panaméricains                          | Rio de Janeiro | 3e       | 2,24 m |
| 2007 | Championnats du monde                       | Osaka          | qual.    | 2,14 m |
| 2008 | Jeux olympiques                             | Pékin          | qual.    | 2,20 m |
| 2009 | Championnats d’Am. centrale et des Caraïbes | La Havane      | 2e       | 2,19 m |
| 2011 | Championnats d’Am. centrale et des Caraïbes | Mayagüez       | 2e       | 2,25 m |